# Mohamad Zakaria
Mohamad Zakaria (* 22. September 2007 in Alexandria) ist ein ägyptischer Squashspieler.

## Karriere
Mohamad Zakaria war in seiner Junioren-Karriere sehr erfolgreich. Bei den Weltmeisterschaften 2022 erreichte er das Halbfinale, in dem er gegen Rowan Damming ausschied. Mit der Mannschaft unter er im Finale England. Ein Jahr darauf erreichte er auch im Einzel das Finale, das er gegen Hamza Khan verlor. 2024 gelang ihm schließlich der Titelgewinn. Er bezwang im Einzelfinale Na Young-joo in drei Sätzen. Auch in der Mannschaftskonkurrenz sicherte er sich den Titel. Im Einzel verteidigte er 2025 gegen Marwan Asal im Finale erfolgreich seinen Titel.
Zakaria spielte bereits erstmals 2022 und seit 2023 regelmäßig auf der PSA Squash Tour und gewann auf dieser bislang sechs Turniere. Der erste Titelgewinn gelang ihm in der Saison 2023/24 im Oktober 2023 in Los Angeles. Daraufhin folgten im Saisonverlauf weitere Turniersiege in Manchester, Sutton Coldfield und Karatschi. In der Saison 2024/25 gewann Zakaria mit dem Nash Cup in London, Ontario und mit den Bermuda Open seine ersten Turniere der Wertungskategorie Copper.
Seine höchste Platzierung in der Weltrangliste erreichte er mit Rang 15 am 9. Juni 2025. Mit dem Erreichen der Top 20 am 21. April war er der zweitjüngste Spieler, der diese Marke erreichte. Nur Jahangir Khan war 1982 noch etwas jünger beim Erreichen der Top 20.

## Erfolge
- Gewonnene PSA-Titel: 6